# إطالة مدة حفظ الأغذية بالتشعيع
إطالة مدة حفظ الأغذية بالتشعيع هو تطبيق يتم فيه تعريض الأطعمة للتشعيع باستخدام جرعة من الإشعاع المؤين كافية لتعزيز جودة حفظها عن طريق التسبب في انخفاض كبير في أعداد الكائنات الحية الدقيقة المسببة للتلف بها.الجرعة المطلوبة هي في حدود 0.4 - 10 كيلو جراي بحيث يمكن تطبيقه على المنتج الغذائي.